# بيترو سيتاتي
بيترو سيتاتي (20 فبراير 1930 - 28 يوليو 2022)، هو كاتب وناقد أدبي إيطالي. فاز بعدة جوائز. 
ولد في مدينة فلورنسا. كتب سير ذاتية نقدية لغوته، والإسكندر الأكبر، وكافكا، ومارسيل بروست، بالإضافة إلى مذكرات قصيرة عن صداقته التي استمرت ثلاثين عامًا مع إيتالو كالفينو .
من عام 1973 إلى عام 1988، ساهم في القسم الثقافي لـ كوريري ديلا سيرا وكان الناقد الأدبي لـ لا ريبوبليكا بين عامي 1988 و 2011، قبل أن يعود للكتابة لـ كوريري ديلا سيرا.